# Речица-Колонія
Речица-Колонія (пол. Kolonia Rzeczyca) — частина села Речица у Польщі, в Люблінському воєводстві Томашовського повіту, ґміни Ульгувек.